# Делла Каза, Джованни
Джова́нни Де́лла Ка́за (иногда Джованни Делла Каса) (итал. Giovanni Della Casa; 1503—1556) — итальянский писатель XVI века.

## Биография
Уроженец Тосканы. Получил гуманистическое образование в Болонье, Флоренции, Риме и Падуе. В молодости поддерживал дружеские отношения с Франческо Берни и Аньоло Фиренцуолой. С 1532 года благодаря покровительству Алессандро Фарнезе начал карьеру клирика. Папа Павел III назначил его в 1544 году архиепископом Беневенто и апостольским нунцием в Венеции. Здесь он ожесточенно преследовал приверженцев Реформации и ввёл в Венеции суд инквизиции. В 1548 году составил Индекс запрещённых книг, включавший 149 названий. При папе Юлии III впал в немилость (за поддержку убившего своего кузена Алессандро Медичи Лоренцино Медичи, он же Лоренцаччо) и был вынужден жить в окрестностях Тревизо. После избрания папой Павла IV Делла Каза занял должность государственного секретаря.

## Сочинения

### «Галатео, или О нравах»
Из сочинений Джованни Делла Каза наиболее известен трактат в традиции Кастильоне «Галатео, или О нравах» (Il Galateo, ovvero de’costumi, сочинённый около 1553—1555, опубликован посмертно в 1558 году) — руководство по хорошим манерам и комплиментам, изложенное в форме наставлений воспитателя своему питомцу. Само слово Galateo стало в Италии синонимом учения о хороших манерах. Книга пользовалась не меньшей популярностью, чем «Придворный» Кастильоне.

### Другие сочинения
Делла Каза является также автором сборника посмертно опубликованных стихов, тяготеющих к маньеризму. Ему принадлежит также жизнеописание Пьетро Бембо.
По оценке известного учёного И. Н. Голенищева-Кутузова,
Классические нормы ренессансного стиля в строгой поэтике Делла Каза не нарушаются. Он ощущает природу как гармоническое целое, эллинский идеал красоты стоит перед его взором, но в этих видениях классически стройного мира у Делла Каза порою все же встречаются образы, напоминающие тревожные образы Микеланджело. Сон и смерть предстают у Делла Каза как два брата, ночь является как вестница смерти.

## Издания
- (итал.) Электронная версия оригинального текста трактата «Галатео»
- (итал.) Электронная версия «Стихотворений»